# Fontaine-le-Bourg
Fontaine-le-Bourg ist eine französische Gemeinde mit 1883 Einwohnern (Stand: 1. Januar 2022) im Département Seine-Maritime in der Region Normandie. Sie gehört zum Arrondissement Rouen und zum Kanton Bois-Guillaume (bis 2015: Kanton Clères).

## Geographie
Fontaine-le-Bourg liegt etwa dreizehn Kilometer nordnordöstlich von Rouen am Cailly. Umgeben wird Fontaine-le-Bourg von den Nachbargemeinden Authieux-Ratiéville im Norden, Claville-Motteville im Osten und Nordosten, Saint-Georges-sur-Fontaine im Süden und Südosten, Bosc-Guérard-Saint-Adrien im Süden und Südwesten sowie Mont-Cauvaire im Südwesten.

## Bevölkerungsentwicklung
| 1962                      | 1968 | 1975 | 1982 | 1990 | 1999 | 2006 | 2013 |
| ------------------------- | ---- | ---- | ---- | ---- | ---- | ---- | ---- |
| 1062                      | 1164 | 1170 | 1301 | 1420 | 1481 | 1471 | 1608 |
| Quelle: Cassini und INSEE |      |      |      |      |      |      |      |

## Sehenswürdigkeiten
- Kirche Notre-Dame-de-l'Assomption, restauriert im 19. Jahrhundert

## Persönlichkeiten
- Amaury Vassili (* 1989), Sänger
- Édouard Delamare-Deboutteville (1856–1901), Ingenieur und Entwickler von Automobilen